# カルロス・ルシアーノ・ダ・シウヴァ
ミネイロ（Mineiro）こと、カルロス・ルシアーノ・ダ・シウヴァ（Carlos Luciano da Silva、1975年8月2日 - ）は、ブラジル・リオグランデ・ド・スル州ポルト・アレグレ出身の元サッカー選手。ポジションはミッドフィールダー。

## 経歴
AAポンチ・プレッタ在籍時に元ブラジル代表レオン監督に初めてセレソンに収集されて以来注目を浴び始め、その豊富な運動量、1対1のマーク強さを買われ、サンパウロFCではオフェンス能力も開花。2005年に日本で開催されたクラブワールドカップ制覇に貢献、サポーターの間でも自身の名前を記録した。
ワールドカップ・ドイツ大会には大会直前にエジミウソンが負傷したため追加招集された。

## 代表歴

### 出場大会
- ブラジル代表
  - 2006 FIFAワールドカップ

### 試合数
- 国際Aマッチ 24試合 0得点（2001年-2008年）[1]

| ブラジル代表 | 国際Aマッチ | 国際Aマッチ |
| 年           | 出場        | 得点        |
| ------------ | ----------- | ----------- |
| 2001         | 1           | 0           |
| 2002         | 0           | 0           |
| 2003         | 0           | 0           |
| 2004         | 0           | 0           |
| 2005         | 1           | 0           |
| 2006         | 1           | 0           |
| 2007         | 17          | 0           |
| 2008         | 4           | 0           |
| 通算         | 24          | 0           |